# Terra Papagalli
Terra Papagalli é uma obra ficcional dos escritores brasileiros de José Roberto Torero e Marcus Aurelius Pimenta, publicada pela primeira vez em 1997 pela Editora Objetiva. Misturando fatos históricos com ficção e humor, os autores narram, pela ótica de um degredado português, o redescobrimento do Brasil e as primeiras três décadas de sua colonização, até a Guerra de Iguape. 
O livro relata em primeira pessoa as aventuras de Cosme Fernandes, também conhecido como "O bacharel de Cananeia", figura histórica do início da colonização. Outras personagens da época são descritas no livro, entre elas João Ramalho, António Rodrigues, o cacique tupiniquim Piquerobi, Cristóvão Jacques, Pero Capico, Martim Afonso de Sousa e outros.
A obra foi eleita como leitura obrigatória para os vestibulares da UNIOESTE e Universidade de Pernambuco.

## Conteúdo
Terra Papagalli é narrado em primeira pessoa pelo degredado Cosme Fernandes que conduz o leitor por uma série de aventuras marítimas repletas de episódios inusitados e carregados de humor satírico. O romance mescla diferentes formatos literários do século XVI, como diários de navegação, dicionários e prontuários, criando uma narrativa que se utiliza tanto de elementos históricos quanto de exageros e críticas sociais. 
Na obra, os autores descrevem não só os percalços de uma expedição marítima – com suas dificuldades a bordo, encontros com povos nativos e os absurdos do cotidiano dos degredados – mas também inserem uma crítica à sociedade tanto da época quanto à contemporânea, ressaltando, por meio de “dez mandamentos para o bem viver na Terra dos Papagaios”, os costumes e contradições dos dois mundos.

## Principais episódios e temáticas
O diário relata as dificuldades enfrentadas durante a viagem, como condições precárias a bordo, longas jornadas e a convivência forçada entre degredados, marinheiros e oficiais. A narrativa descreve com riqueza de detalhes episódios de tensão e alívio cômico, ressaltando tanto a vastidão e os perigos do oceano quanto a esperança e a angústia dos personagens.
Durante a viagem, o protagonista e seus companheiros se deparam com povos nativos e culturas diversas. Essa interação é tratada de forma irônica e satírica, evidenciando o choque entre os valores europeus e os costumes das populações encontradas, além de refletir sobre a construção de identidades em contextos de colonização e descoberta.
Ao longo do diário, o autor insere comentários críticos sobre os costumes sociais e religiosos da época. As descrições dos rituais, das hipocrisias e das contradições entre o discurso moral e as atitudes dos personagens geram uma reflexão sobre a dualidade humana e a fragilidade das instituições daquele período.

A linguagem utilizada emula um português arcaico, com frequentes digressões e interjeições que enriquecem o texto e aproximam o leitor da experiência pessoal do narrador. O uso do humor – muitas vezes ácido e irônico – é uma marca registrada da obra, evidenciando a habilidade dos autores em mesclar crítica e entretenimento.